# Ezequias
Ezequias (em hebraico: חזקיהו; em grego: Εζεκία; em latim: Hezekiah), também chamado de Hezequias, foi o 13º Rei de Judá, e reinou por 29 anos (726–697 a.C.) era filho de Acaz e de Abi (ou Abia). Ezequias reinou conjuntamente com seu pai de 729 a 715 a.C. e, com a idade de 25 anos, tornou-se rei absoluto.
Seguiu o exemplo do seu brilhante antepassado, o Rei Davi, teria começado a reinar com 25 anos de idade e governou por 29 anos, a partir de 715 a.C..

## Reinado

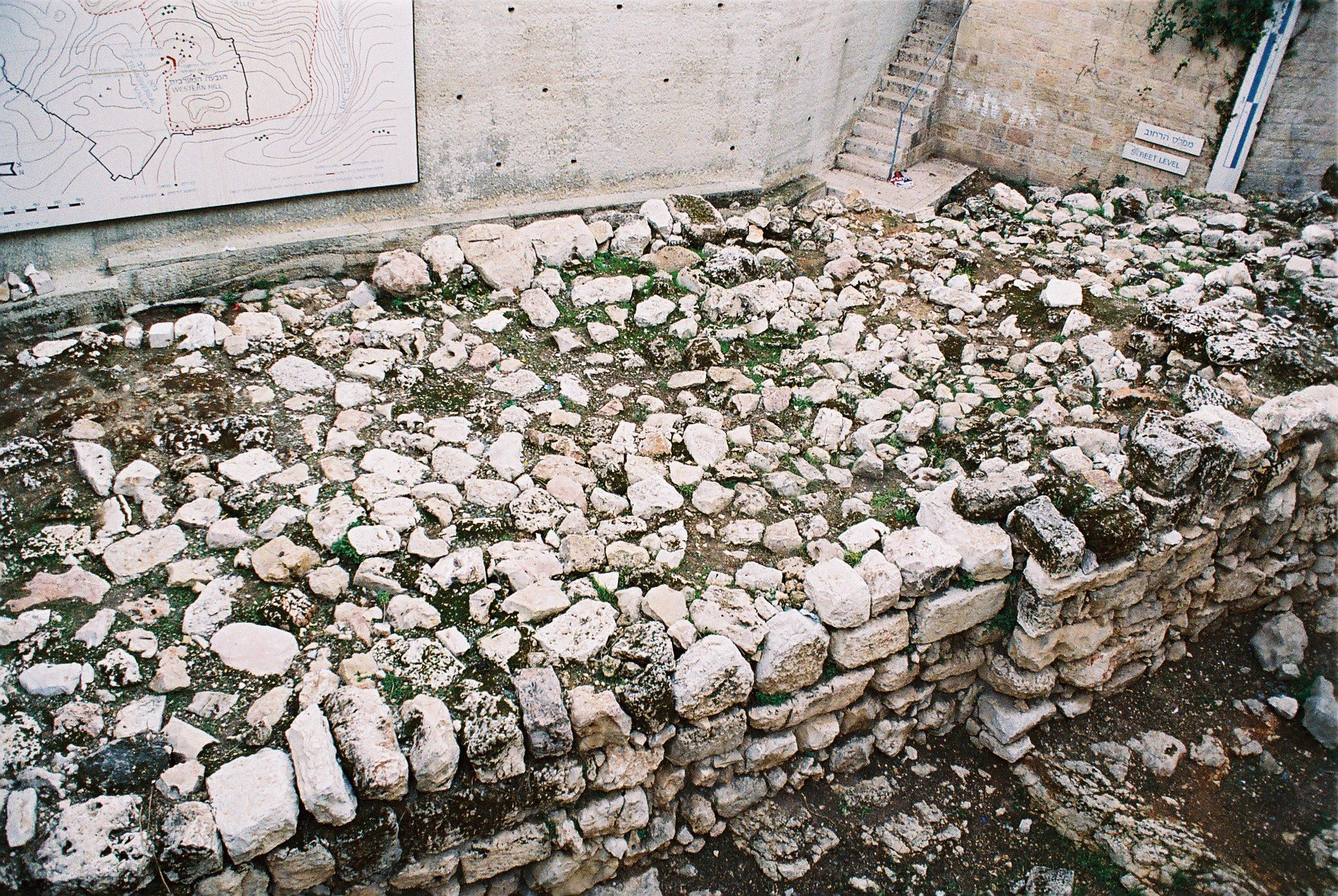
Resquícios do muro construído em Jerusalém por Ezequias, como proteção ao ataque de Senaqueribe.

No exato primeiro dia do seu reinado, reparou as portas e purificou a Casa/Templo de Yah. Reintegrou os sacerdotes e levitas ao seu ministério, e restaurou a celebração da Páscoa (II Crônicas 29:3 e 30:5). Além disso, combateu a idolatria em Judá proibindo o culto aos deuses pagãos, determinando também que fosse destruída a serpente de bronze construída na época de Moisés, pois novamente o povo estava adorando-a. E, devido à sua obediência, a Bíblia relata que Deus trouxe paz ao seu reino. Enquanto cuidou do templo, providenciou a adoração adequada.
De acordo com a Bíblia, Ezequias, ao ser confrontado pelo grande Rei da Assíria, Senaqueribe, orou a Deus e foi salvo do cerco de Jerusalém (por volta do ano 701 a.C.), através de um anjo enviado por Deus, que teria exterminado cento e oitenta e cinco mil soldados assírios durante a noite.Também no contexto do cerco, ordenou a construção do Túnel de Ezequias, para impedir as tropas de Senaqueribe de terem acesso ao precioso líquido, desviando o curso da água de fora das muralhas de Jerusalém para dentro da mesma.
Segundo a Bíblia, após a expulsão dos assírios, Ezequias experimenta um novo milagre. Tendo adoecido gravemente acometido do que a Bíblia chama de úlcera (alguns acreditam tratar-se de um câncer), o profeta Isaías veio lhe dizer que iria morrer. Não se conformando, Ezequias pôs-se a orar e Isaías retorna com outra mensagem de Deus informando um acréscimo de mais 15 anos à vida do rei. E, como prova do cumprimento dessa palavra, Deus deu um sinal a Ezequias, fazendo atrasar dez graus a sombra do relógio solar construído por Acaz.
Tendo se recuperado, cometeu um sério equívoco ao mostrar os seus tesouros aos mensageiros de Merodaque-Baladã II, rei da Babilônia. Devido a isso, foi advertido pelo profeta Isaías, prevendo o futuro cativeiro dos judeus, o que ocorreu numa invasão de Nabucodonosor II, no reinado de Zedequias.
Ezequias faleceu em 696 a.C., mas seu filho Manassés (708 a.C. - 642 a.C.) assumiu a posse de rei aos 12 anos, permitindo a idolatria em Jerusalém e fazer Judá cair em pedaços.

### Situação política
Ezequias reinou num período em que a Assíria dominava o cenário político. O reino de Israel, ao norte de Judá, já havia sido reduzido a tributário assírio. Seu pai, Acaz, já havia despojado o templo e o palácio para poder pagar tributo ao rei assírio Sargão II. Após a morte deste e a sucessão do trono por Senaqueribe, Ezequias, direcionou esforços para manter-se independente da potência militar dominante e deixou de ser tributário. No entanto, quando Senaqueribe pela primeira vez ameaçou Jerusalém, o próprio Ezequias efetuou um custoso pagamento para que aquele poupasse a cidade.

### Selo de Ezequias
Em dezembro de 2015, arqueólogos israelenses anunciaram a descoberta de uma marca do selo do rei bíblico numa bula de 13 milímetros de diâmetro encontrada em escavações juntas ao Monte do Templo.
A peça continha, não somente a inscrição Pertence a Ezequias, (filho de) Acaz, Rei de Judá, como também inúmeros símbolos como uma placa solar com duas asas de ponta-cabeça e nas laterais o ícone de Ankh, conhecido também como cruz ansata.
Segundo Eilat Mazar da Universidade Hebraica de Jerusalém, que dirigiu a escavação onde a peça foi encontrada, a peça fora feita pelo próprio rei.

### Literatura
Ezequias coordenou a compilação de textos bíblicos que hoje são os capítulos 25 a 29 de Provérbios. Estes capítulos formavam uma seção única, cuja introdução faz menção aos "homens de Ezequias" como compiladores. Ezequias também compôs a canção de agradecimento por sua já citada cura, conforme indica Isaías 38:10–20. 

## Nota cronológica
Estudiosos têm se esforçado para sincronizar a cronologia dos eventos mencionados na Bíblia hebraica com aqueles derivados de outras fontes externas. No caso de Ezequias, os estudiosos notaram que as aparentes inconsistências são resolvidas aceitando a evidência de que Ezequias, como seus predecessores por quatro gerações nos reis de Judá, teve uma co-regência com seu pai, e essa co-regência começou em 729 AC.
Como exemplo do raciocínio que encontra inconsistências nos cálculos quando as co-regências são a priori descartadas,II Reis 18:10 data a queda de Samaria (o Reino do Norte) no 6º ano do reinado de Ezequias. Albright datou a queda do Reino de Israel em 721 AC, enquanto Thiele calcula a data como 723 AC.  Se a datação de Abright ou Thiele estiver correta, então o reinado de Ezequias começaria em 729 ou 727 AC. Por outro lado, 2 Reis 18:13  afirma que Senaqueribe invadiu Judá no 14º ano do reinado de Ezequias. Datações baseadas em registros assírios datam essa invasão em 701 AC, e o reinado de Ezequias, portanto, começaria em 716 ou 715 AC.  Essa data seria confirmada pelo relato da doença de Ezequias no capítulo 20, que se segue imediatamente à partida de Senaqueribe.  Isso dataria sua doença aos 14 anos de Ezequias, o que é confirmado pela declaração de Isaías  de que ele viverá mais quinze anos (29 − 15 = 14). Como mostrado abaixo, todos esses problemas são abordados por estudiosos que fazem referência à antiga prática de co-regência do Oriente Próximo.
Seguindo a abordagem de Wellhausen, outro conjunto de cálculos mostra que é provável que Ezequias não tenha ascendido ao trono antes de 722 aC. Pelos cálculos de Albright, o ano inicial de Jeú é 842 AC; e entre isso e a destruição de Samaria o Livro dos Reis dá o número total de anos que os reis de Israel governaram como 143 7/12, enquanto para os reis de Judá o número é 165. Esta discrepância, totalizando no caso de Judá a 45 anos (165-120), foi contabilizada para de várias maneiras; mas cada uma dessas teorias deve permitir que os primeiros seis anos de Ezequias tenham caído antes de 722 AC. (Que Ezequias começou a reinar antes de 722 AC, no entanto, é inteiramente consistente com o princípio de que a co-regência de Acaz e Ezequias tenha começado em 729 AC.) 2 Reis  afirma que Ezequias tinha vinte e cinco anos de idade quando subiu ao trono. Seu pai morreu aos trinta e seis anos;  então não é provável que Acaz aos onze anos tenha tido um filho, já que embora a puberdade masculina costume ocorrer entre os 12 e 15 anos de idade no clima temperado, pode ocorrer mais cedo em clima quente e os costumes de casamento também variem, pois Zeitschrift für Semitistik und verwandte Gebiete relatou que o casamento entre crianças é uma ocorrência frequente na Terra Promerida mesmo nos tempos modernos, citando-se o caso de dois irmãos casados, da idade de 8 e 12 anos, sendo que a esposa do mais velho frequentava a escola com seu marido.  O próprio filho de Ezequias, Manassés, ascendeu ao trono vinte e nove anos depois, com a idade de doze anos. Isso coloca seu nascimento no décimo sétimo ano do reinado de seu pai, ou dá a idade de Ezequias de quarenta e dois, se ele tinha vinte e cinco em sua ascensão. É mais provável que Acaz tivesse vinte e um ou vinte e cinco anos quando Ezequias nasceu (e sugerindo um erro no texto), e que este último tivesse trinta e dois no nascimento de seu filho e sucessor, Manassés.
Desde Albright e Friedman , vários estudiosos explicaram esses problemas de datação com base em uma co-regência entre Ezequias e seu pai Acaz entre 729 e 716/715 aC. Assiriólogos e egiptólogos reconhecem que a co-regência era uma prática tanto na Assíria quanto no Egito.  Depois de notar que as co-regências só eram usadas esporadicamente no reino do norte (Israel), Nadav Na'aman escreve:
No reino de Judá, por outro lado, a nomeação de um co-regente era o procedimento comum, a partir de Davi que, antes de sua morte, elevou seu filho Salomão ao trono. Ao levar em conta a natureza permanente da co-regência em Judá desde o tempo de Joás, pode-se ousar concluir que datar as co-regências com precisão é de fato a chave para resolver os problemas da cronologia bíblica no século VIII aC.
Entre os numerosos estudiosos que reconheceram a co-regência entre Acaz e Ezequias estão Kenneth Kitchen em seus vários escritos, Leslie McFall,  e Jack Finegan.  McFall, em seu artigo de 1991, argumenta que se 729 AC (isto é, o ano de reinado da Judéia começando em Tishri de 729) é tomado como o início da co-regência Acaz/Ezequias, e 716/715 AEC como a data de a morte de Acaz, então todos os extensos dados cronológicos para Ezequias e seus contemporâneos no final do século VIII AEC estariam em harmonia.